# Kelly Lynne D'Angelo
Kelly Lynne D'Angelo es una guionista, artista musical, historietista y activista estadounidense.

## Primeros años
Desde una temprana edad se interesó por la literatura y, en torno a la edad de 13 años, comenzó a dedicarse a la escritura. Durante el colegio y el instituto comenzó a escribir obras de teatro, mientras que durante el mismo instituto y también su estancia en la universidad empezó va escribir sketches cómicos. Finalmente se graduó en la Universidad de Siracusa.

## Carrera
En 2020 firmó una carta como miembro del Comité de Escritores Nativos Americanos e Indígenas del Writers Guild of America West, pidiendo abiertamente a Hollywood que fomentara la representación de las personas indígenas en el cine y en las series y programas de televisión.
Escribió la historia corta Lore of Lurue como parte de la obra antológica Candlekeep Mysteries, ambientada en el universo de Dungeons & Dragons, que fue publicada el 16 de marzo de 2021. Ese mismo año trabajó como guionista en un episodio de Miracle Workers, el cual se volvió popular en redes sociales debido a la actuación musical que el actor Daniel Radcliffe desempeña en este, inspirada en The Rocky Horror Picture Show.
En 2022 se vio implicada en una polémica relativa a la industria del cómic estadounidense, después de que denunciara como racista la introducción por parte de Jason Aaron de un personaje llamado Matoaka en las páginas de King Conan n°3, inspirado en la figura histórica de Pocahontas. En la historia Matoaka replica estereotipos asociados a las personas indígenas, lleva un atuendo que deja ver la mayor parte de su cuerpo y mantiene una relación con un hombre blanco, que puede ser entendido como un colonizador al hacer una comparación con la historia de Pocahontas. Finalmente las denuncias de Kelly y de otros usuarios de redes sociales llevaron a que Aaron publicara un comunicado pidiendo disculpas y donara el dinero obtenido por la escritura de ese número.
El 19 de agosto de 2024 la editorial estadounidense Marvel Comics anunció la publicación del primer cómic escrito por Kelly. El cómic, titulado Kahhori: Reshaper of Worlds, está protagonizado por la superheroína mohawk Kahhori, la cual fue originalmente introducida en la serie web de Disney+ What If...?. El cómic fue publicado el 6 de noviembre de 2024, en celebración por el Mes Nacional de la Herencia Indígena Estadounidense. El título contó además con la colaboración de los creadores indígenas Ryan Littles, Arihhonni David, David Cutler y Jim Terry, así como una portada obra de Afua Richardson.
Como artista musical se ha desempeñado como cocreadora del musical Starry, centrado en los hermanos Theo y Vincent Van Gogh.

## Filmografía

### Como guionista
| Año       | Título                                                 | Notas        |
| --------- | ------------------------------------------------------ | ------------ |
| 2017      | My Little Pony Equestria Girls: Choose Your Own Ending | 2 episodios  |
| 2018      | Littlest Pet Shop: A World of Our Own                  | 2 episodios  |
| 2018      | Future Proof                                           | 1 episodio   |
| 2019      | Final Space                                            | 13 episodios |
| 2019      | Mao Mao: Heroes of Pure Heart                          | 5 episodios  |
| 2021      | Miracle Workers                                        | 1 episodio   |
| 2021-2022 | Tig N' Seek                                            | 2 episodios  |
| 2022      | Brigada Pollitos                                       | 2 episodios  |
| 2022      | Los guardaespíritus del bosque                         | 2 episodios  |
| 2022-2023 | My Little Pony: Make Your Mark                         | 4 episodios  |
| 2023      | Retorciendo el tiempo con Sammy y Raj                  | 2 episodios  |

### Como actriz

#### Cine
| Año  | Título                       | Papel                  | Notas    |
| ---- | ---------------------------- | ---------------------- | -------- |
| 2012 | Community Service: The Movie | Enfermera psiquiátrica | Película |

#### Televisión
| Año       | Título                                 | Papel    | Notas       |
| --------- | -------------------------------------- | -------- | ----------- |
| 2018-2019 | Vampire: The Masquerade: L.A. by Night | Diane    | 2 episodios |
| 2021      | Rutherford Falls                       | Kim      | 1 episodio  |
| 2022      | The Dungeon Run                        | Handsome | 1 episodio  |
| 2022      | The Dungeon Run: Fortune & Fate        | Handsome | 1 episodio  |

## Obras
- Lore of Lurue (2021, historia corta)
- Kahhori: Reshaper of Worlds (2024, Marvel Comics)[10]

## Premios y reconocimientos
- 2019: Escritora del Año en la gala anual de LA Skins Fest.[1]
- 2021: Incluida en la lista "Top 100 cuentas para seguir en Twitter en 2021" de BroadwayWorld.[1]

## Vida personal
Kelly es una persona dos espíritus y pertenece a la tribu Tuscarora. Utiliza los pronombres personales she/her («ella») y they/them («elle»).